# Alfredo Barnechea
Alfredo Barnechea, né le 19 mai 1952 à Ica (Pérou) est un journaliste et homme politique et homme d'affaires péruvien.

## Carrière professionnelle
Il a été consultant international, ainsi que dirigeant d'organisations multilatérales. Il a été conseiller principal du président de la Banque interaméricaine de développement (BID) et directeur des relations extérieures de la BID. En outre, il a été conseiller principal au secrétariat général de la Communauté andine des nations (CAN). 
Dans le secteur privé, il a été membre du conseil d'administration de plusieurs entreprises péruviennes et multinationales.

## Carrière à la télévision
Il présente des interviews télévisées, Direct Contact, de 1978 à 1983 qui étaient supervisées par la dictature militaire jusqu'en 1980. 
Il a été publié dans plus de quarante journaux en Amérique latine et dans le quotidien espagnol El País. 

## Carrière politique
Alfredo Barnechea est membre du parti de l'Alliance populaire révolutionnaire américaine (APRA). Il a tenté sans succès d'être élu maire de Lima en 1983, perdant face au candidat de la gauche, Alfonso Barrantes Lingán. Alfredo Barnechea a été élu au Congrès du Pérou le 26 juillet 1985 sous le gouvernement du président Alan García, mais a démissionné du parti après que Alan García annonce son intention de nationaliser les banques en 1987.
En 1992, il a obtenu une maîtrise en administration publique à la John F. Kennedy School of Government de l'Université Harvard. Après avoir obtenu son diplôme, il a travaillé à la banque interaméricaine de développement et à la Communauté andine des Nations.
En 2013, Barnechea rejoint l'Action populaire, et annonce sa candidature à la présidence du Pérou en 2016.
Rejetant les résultats de l’élection présidentielle de 2021, il appelle à l'intervention de l'armée pour empêcher l’investiture du candidat de gauche Pedro Castillo.

## Vie privée
Alfredo Barnechea est marié à Claudia Ganoza Temple, belle-fille de l’ancien secrétaire général des Nations unies Javier Pérez de Cuéllar.